# 洛兰泽
洛兰泽（義大利語：Loranzè），是意大利皮埃蒙特大区都靈廣域市的一个市镇。总面积4平方公里，人口1095人，人口密度273.8人/平方公里（2009年）。ISTAT代码为001137。